# Yener
Yener ist ein türkischer geschlechtsneutraler Vorname, der auch als Familienname auftritt.

## Herkunft und Bedeutung
Der Name Yener bedeutet „Sieger“, „Gewinner“ oder „siegreich“.

## Verbreitung
In der Türkei ist Yener ein geläufiger Vorname.
Obwohl der Name Yener sowohl ein männlicher als auch ein weiblicher Vorname ist, wird er fast ausschließlich von Männern getragen.
Der Name kommt in Deutschland seit 2013 in den Vornamenscharts vor. In den letzten 10 Jahren wurden rund 30 Jungen so genannt. In der Schweiz tragen 19 Personen den Namen (Stand 2023). Der Name kommt in Österreich seit 1984 nur drei Mal in den Hitlisten vor, und zwar jeweils in den Jahren 1995, 2005 und 2014. Seine Vergabe ist ebenfalls in den Ländern Frankreich und USA nachgewiesen.

## Bekannte Namensträger

### Vorname
- Yener Arıca (* 1992), niederländisch-türkischer Fußballspieler
- Yener Yörük (* 1963), türkischer Mediziner und Hochschullehrer

### Familienname
- Hüsamettin Yener (* 1995), türkischer Fußballspieler
- K. Aslihan Yener (* 19**), US-amerikanischer Archäologe türkischer Herkunft

### Künstlername
- Hande Yener (* 1973), türkische Popsängerin